# Jules Cotard
Jules Cotard (ur. 1 czerwca 1840 w Issoudun, zm. 19 sierpnia 1889) – francuski lekarz neurolog. Opisał zespół urojeń, znany obecnie jako zespół Cotarda. 
Studiował medycynę w Paryżu, potem był internem w Hospice de la Salpêtrière u Charcota. Zajmował się wówczas udarami mózgu i badaniami anatomopatologicznymi. W 1869 służył jako lekarz wojskowy. W 1874 przeniósł się do Vanves. W sierpniu 1889 jego córka zachorowała na błonicę. Podobno przez piętnaście dni bez przerwy był przy jej łóżku, dopóki nie wyzdrowiała. Sam jednak zachorował i zmarł 19 sierpnia.
Uważa się, że Cotard był pierwowzorem doktora Cottarda z W poszukiwaniu straconego czasu Marcela Prousta.

## Wybrane prace
- Jean Louis Prévost, Jules Cotard: Études physiologiques et pathologiques sur le ramollissement cérébral 1866
- Étude sur l'atrophie partielle du cerveau 1868
- Du delire des negations. Archive de Neurologie 1882
- Etudes sur les maladies cerebrales et mentales 1891